# Ann-Charlotte Ekensten
Ann-Charlotte Ekensten, född 27 februari 1970, är en svensk barnboksförfattare. Hon har skrivit böckerna om Tage på camping samt lättlästa böcker för ungdomar. 